# Lindormen (Schiff, 1626)
Die Lindormen – benannt nach einer Seeschlange („Lindwurm“) der Nordischen Mythologie – war ein Orlogschiff dritter Klasse der dänischen Marine mit 38 bis 40 Kanonen, einer Breitseite von 480 (235 Kilogramm bei 38 Geschützen) bis 576 Pfund und einer Besatzung von 200 bis 296 Mann. Erbaut wurde sie 1626 in Itzehoe von dem Holländer Peter Michelsen (Peter Michaelsen), dem späteren Bürgermeister von Itzehoe. Ihre Verdrängung betrug 280 schwedische läst (770 Tonnen), die Länge 120 seeländische Fuß (etwa 38 Meter). Sie weist damit ähnliche Abmessungen auf wie die 1631 ebenfalls in Itzehoe erbaute schwedische Tre Kronor.

## Einsatz und Versenkung
In der Seeschlacht auf der Kolberger Heide war sie mit 38 Geschützen Flaggschiff des zweiten Geschwaders unter dem Kommando des in Mecklenburg geborenen Admiral Køn Jochum (Joachim) Grabow (1594–1667). Auch in der Seeschlacht bei Fehmarn am 13. Oktober 1644, in der die dänische Flotte gegen eine vereinigte schwedisch-holländische Flotte kämpfte, war sie das Flaggschiff des zweiten Geschwaders unter Grabow. Ihr Kapitän war Hendrik Mont. Nachdem sie die holländische Swante Arend versenkt hatte, wurde sie von einem schwedischen Brander in Brand gesetzt, explodierte und sank. Grabow sprang über Bord, wurde gefangen genommen und nach Wismar verbracht. 
Das Wrack liegt ca. 3 Kilometer nördlich von Puttgarden auf Position 54° 32′ N, 11° 15′ O Es wurde seit 2006 durch Taucher untersucht und 2012 dokumentiert.

## Weitere Schiffe mit diesem Namen
Das erste dänische Orlogschiff mit diesem Namen wurde 1606 in Dienst gestellt und strandete 1612 bei Dragør. Ein weiteres Linienschiff 3. Klasse mit dem Namen Lindormen und 44 Kanonen stand von 1654 bis 1705 im Dienst. Die 1868 erbaute Lindormen war ein Küstenpanzerschiff, das 1907 verschrottet wurde. Insgesamt trugen bereits zwölf Schiffe in der dänischen Flotte diesen Namen.